# Istituto nazionale di astrofisica
Národní astrofyzikální ústav (Istituto Nazionale di Astrofisica, zkratka INAF) je nejdůležitější italská instituce provádějící vědecký výzkum v astronomii a astrofyzice. Zaměření prováděného výzkumu sahá od studia planet a menších těles Sluneční soustavy až po rozsáhlé struktury Vesmíru a skupin a kup galaxií na kosmologických škálách.

## Výzkumná centra
INAF koordinuje činnost dvaceti výzkumných center, devatenácti v Itálii a jednom ve Španělsku:
- Boloňské hvězdárny
- Istituto di Astrofisica Spaziale e Fisica cosmica di Bologna
- Istituto di Radioastronomia di Bologna
- Cagliari Observatory
- Catania Observatory
- Arcetri Observatory (Florencie)
- Observatoři Brera (Milán)
- Istituto di Astrofisica Spaziale e Fisica cosmica di Milano
- Observatoři Capodimonte (Neapol)
- Osservatorio Astronomico di Padova
- Palermo Observatory
- Istituto di Astrofisica Spaziale e Fisica cosmica di Palermo
- Římské hvězdárny
- Istituto di Astrofisica Spaziale e Fisica cosmica di Roma
- Istituto di Fisica dello Spazio Interplanetario di Roma
- Collurania-Teramo Observatory
- Turínské hvězdárny
- Istituto di Fisica dello Spazio Interplanetario di Torino
- Trieste Observatory
- Telescopio Nazionale Galileo (Kanárské Ostrovy, Španělsko)
- Sardinia Radio Telescope (San Basilio, Sardinie)
- Noto Radio Observatory (Noto, Sicílie)

## Mezinárodní spolupráce

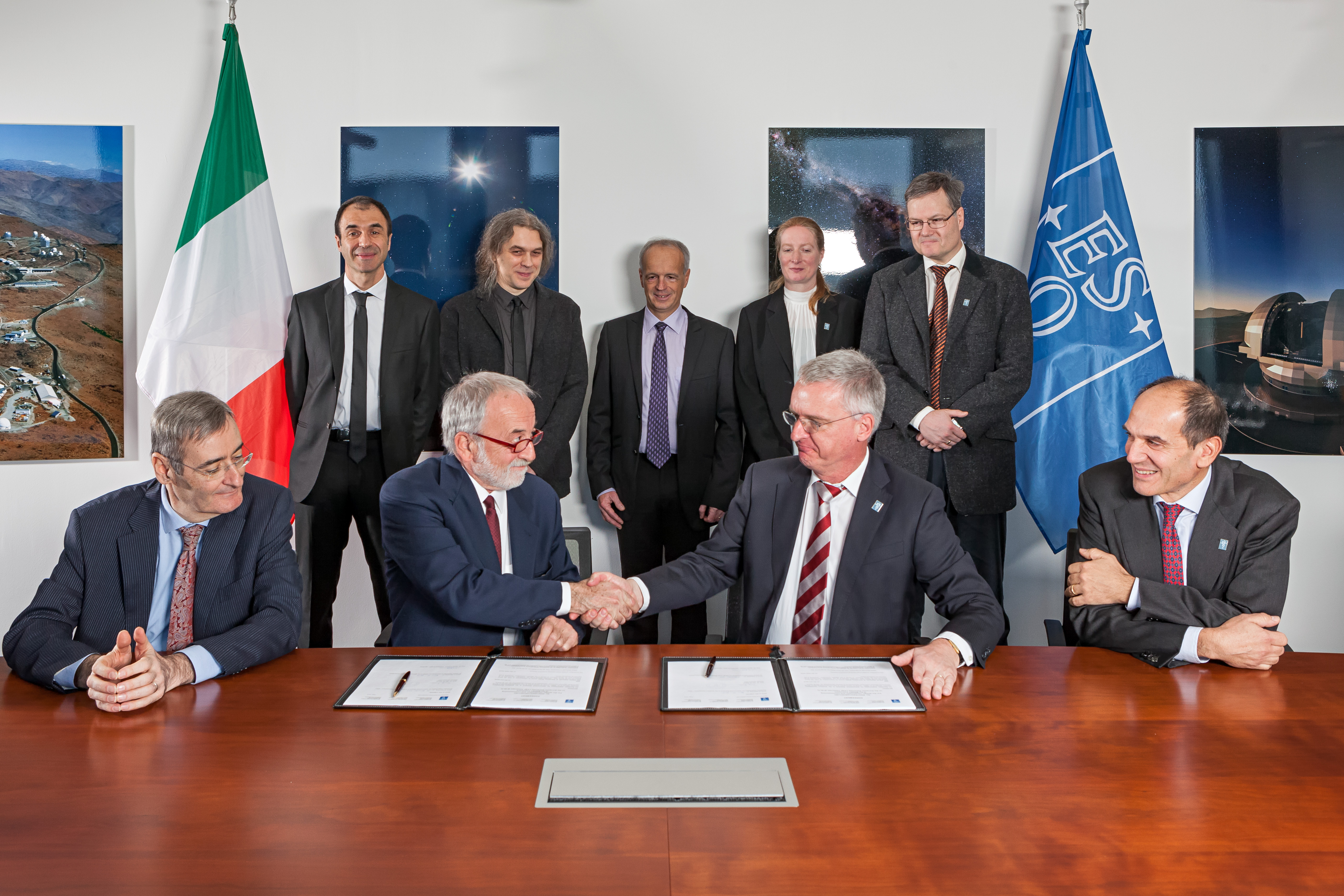
Podepis dohody o systému adaptivní optiky MAORY pro E-ELT.

INAF je zapojen do vědecké spolupráce s řadou mezinárodních institucí, mezi nimiž můžeme zmínit:
- Evropskou jižní observatoř (Itálie je členem od roku 1982)
- astronomické observatoře na Kanárských ostrovech (Teide Observatory a Observatoř Roque de los Muchachos)
- Velký binokulární dalekohled, v partnerství se Spojenými státy a Německem
- Evropskou kosmickou agenturu (ESA)
- Americký Národní úřad pro Letectví a kosmonautiku (NASA)